# Music Is My Savior
Music Is My Savior è l'album di debutto del rapper Mims prodotto dalla EMI/Capitol. Fu pubblicato il 27 marzo 2007. Include i singoli This Is Why I'm Hot, Like This e Just Like That.

## Il Disco

### Collaborazioni
L'album contiene diverse collaborazioni, con il rapper sudista Bun B, i rapper underground Bad Seed, LeToya Luckett, Cham, l'artista reggae Junior Reid, e il cantante R&B J. Holiday.

### Produzione
Music Is My Savior è stato prodotto dai Blackout Movement, D. Baker, Ty Fyffe, e DJ Blackout. La maggior parte dell'album è frutto del lavoro di DJ Blackout e del suo team Blackout Movement. Mims ha citato molte volte di credere che il suo progetto abbia beneficiato enormemente della vasta collaborazione con i Blackout Movement. Egli afferma che siano in grado di dare un suono diverso alla musica.

### Singoli
I singolo estratti da Music Is My Savior sono "This Is Why I'm Hot," "Like This" e "Just Like That."
La traccia "Cop It" è stata utilizzata nel gioco Madden 08 della EA Sports game come colonna sonora, ma mai pubblicata come singolo.

## Riconoscimenti

### Critica
L'album ha ricevuto diverse recensioni dalla critica. La rivista Rolling Stone gli diede tre stelle su cinque, dichiarando "Mims non può diffondere un intero album." Allmusic gli diede tre stelle e mezzo su un totale di cinque. IL'album fu recensito più negativamente dal The L.A. Times, che gli diede solo una stella e mezzo.

## Track listing
| #  | Title                                            |      | Featured Guest(s)  | Producer(s)           |
| -- | ------------------------------------------------ | ---- | ------------------ | --------------------- |
| 1  | "Intro"                                          | 2:13 |                    | BlackOut & Styles     |
| 2  | "It's Alright"                                   | 3:17 |                    | BlackOut & Styles     |
| 3  | "This Is Why I'm Hot"                            | 4:13 |                    | The Blackout Movement |
| 4  | "Girlfriend's Fav MC"                            | 3:39 | J. Holiday         | Twizz & D. Baker      |
| 5  | "Where I Belong"                                 | 3:51 |                    | Ty Fyffe              |
| 6  | "Cop It"                                         | 3:01 |                    | Thomas Simons         |
| 7  | "Big Black Train"                                | 3:55 |                    | Twizz & D. Baker      |
| 8  | "They Don't Wanna Play"                          | 4:05 | Bun B & Bad Seed   | BlackOut & Styles     |
| 9  | "Like This"                                      | 3:23 | Rasheeda           | BlackOut & Styles     |
| 10 | "Just Like That"                                 | 3:20 |                    | The Vault Productions |
| 11 | "Without You"                                    | 4:12 | LeToya Luckett     | BlackOut & Styles     |
| 12 | "Superman"                                       | 3:27 |                    | BlackOut & Styles     |
| 13 | "This Is Why I'm Hot (Blackout Remix)"           | 3:37 | Cham & Junior Reid | The Blackout Movement |
| 14 | "Doctor Doctor"                                  | 3:40 |                    | Kobayashi             |
| 15 | "Don't Cry (Outro)"                              | 4:06 | Purple Popcorn     | BlackOut & Styles     |
| 16 | "I Did You Wrong" (International bonus track)    | 3:31 |                    | BlackOut & Styles     |
| 17 | "This Is Why I'm Hot (Rock Remix)" (bonus track) | 3:31 | Purple Popcorn     | The Blackout Movement |

## Samples
- "This Is Why I'm Hot" - "Jesus Walks" di Kanye West, "Tell Me When to Go" di E-40 featuring Keak da Sneak, "Nuthin' but a G Thang" di Dr. Dre e Snoop Dogg e "Shook Ones part II" di Mobb Deep
- "It's Alright" contiene parti di "It's All Right" di Ray Charles
- "Where I Belong" - "Eternal Love" di Stephanie Mills
- "Doctor Doctor" - "Moonchild" di King Crimson